# Annone il Vecchio
Annone il Vecchio (... – 204 a.C.) è stato un generale e condottiero cartaginese che partecipò, sotto il comando di Annibale Barca alla seconda guerra punica.

## Biografia
Lo storico Tito Livio ci ha tramandato la maggior parte delle informazioni della sua sfortunata carriera; nel 215 a.C. venne sconfitto da Tiberio Sempronio Longo a Grumentum, mentre nel 214 a.C. perse contro Tiberio Sempronio Gracco a Beneventum. Due anni dopo venne di nuovo sconfitto a Beneventum, questa volta contro Quinto Fulvio Flacco, poi nel 207 a.C. venne sconfitto dai Celtiberi insieme a Magone Barca, e infine ucciso da Scipione l'Africano nel 204 a.C.

### Carriera politica
Con la ribellione di numerose città in Lucania, Bruttium (Calabria), Apulia e nel Samnium (Sannio) dopo la battaglia di Canne, Annibale mandò Magone Barca in Lucania con un esercito nel 216 a.C. per reclutare soldati e sottomettere le città. Magone completò la sua missione, e quando risalpò verso Cartagine per fare il resoconto al Senato cartaginese e chiese dei rinforzi, Annone prese il comando del suo esercito. Annone continuò a sottomettere le città alleate dei Romani in Calabria. Mentre stava marciando indietro dalla Campania, Tiberio Sempronio Longo sconfisse Annone vicino Grumentum, causando 2.000 vittime; Annone fu costretto ad abbandonare la Calabria nel 215 a.C. Annone ricevette i rifornimenti da Bomilcare, il principale ammiraglio dei Cartaginesi, 4.000 cavalieri e 40 elefanti, che si erano accampati vicino Locri e si unì con l'esercito di Annibale Barca vicino Nola l'anno successivo. Annone partecipò alla terza battaglia di Nola nell'estate 214 a.C. Dopo la battaglia, Annibale mandò Annone in Calabria con un esercito.

### L'avventura a Capua
Nel 212 a.C., Annibale gli ordinò di organizzare dei rinforzi per Capua, che era minacciata dai Romani, che avevano schierato presso di questa 6 legioni, con alleati e cavalieri, per assediarla; circondarono la città con due file di palizzate. Annone, partendo dall'Abruzzo, superò l'esercito di Gracco in Lucania, poi quello di altri due consoli, raggiungendo infine Beneventum. Si stabilì su una collina e ricevette i rifornimenti e nuove reclute dai suoi alleati Sanniti, richiedendo anche i Capuani per il suo esercito. Il loro ritardo, non avendo inoltre mandato sufficienti carri per trasportarli, dette tempo a Quinto Fulvio Flacco, che arruolò tra le sue file altri Italiani leali, e attaccando il campo cartaginese quando la maggior parte dei soldati era uscito dalle porte per andare a fare rifornimenti. Sebbene i Cartaginesi riuscirono ad avere la meglio, respingendo il primo assalto, i Romani si galvanizzarono, osservando le azioni delle coorti alleate italiane, e catturarono tutte le forniture e i carri, presenti attorno l'accampamento.
Annone, non potendo fare altre cose per Capua, si ritirò in Calabria, eludendo di nuovo l'esercito romano che lo aveva intercettato durante il suo viaggio.